# BRP Tarlac (LD-601)
Le BRP Tarlac (LD-601), est le navire de tête de la classe Tarlac de Landing Platform Dock issue de la classe Makassar indonésienne qui équipe la marine philippine à deux exemplaires.

## Histoire
Le BRP Tarlac est construit par le chantier naval indonésien PAL Indonesia de Surabaya qui a déjà réalisé deux unités pour la marine indonésienne les KRI Banjarmasin (2009) et KRI Banda Aceh (2011). Il entre en service en mai 2016, la seconde unité nommée BRP Davao del Sur (LD-602) est livrée en mai 2017.
Cette classe Tarlac de Landing Platform Dock à bas cout est dérivée du constructeur naval coréen Daewoo Shipbuilding & Marine Engineering qui a déjà réalisé les deux autres unités indonésiennes KRA Makassar et KRI Surabaya en 2007.
Ce bâtiment ayant une autonomie de plus d'un mois peut transporter:
- jusqu'à 500 hommes de troupe et officiers,
- jusqu'à 4 000 tonnes d'équipements,
- deux LCU ou LCM,
- deux RIB ou LCVP

Il possède un hangar pouvant contenir deux hélicoptères navals moyens tels que le Agusta A.109 et le Sikorsky UH-60 Black Hawk.
Le BRP Tarlac sera employé durant la bataille de Marawi en 2017 durant laquelle il transporta troupes et matériels.
Il est le premier navire de la marine philippine à faire escale en Russie en septembre 2018 en visitant le port de Vladivostok.

### Note et référence
1. 1 2  (en) Prashanth Parameswaran, « Biggest Philippines Warship Kicks Off 2018 Engagements », sur thediplomat.com, 17 janvier 2018 (consulté le 17 janvier 2018).
2. ↑  (en) Share et Twitter, « Newly-acquired Navy assets deployed in Marawi siege », sur www.pna.gov.ph (consulté le 26 mai 2020).
3. ↑  (en) Share et Twitter, « PN readies BRP Tarlac for first port call to Russia », sur www.pna.gov.ph (consulté le 9 mai 2020).

- (en) Cet article est partiellement ou en totalité issu de l’article de Wikipédia en anglais intitulé « BRP Tarlac (LD-601) » (voir la liste des auteurs).